# Самдруп-Джонгхар
Самдруп-Джонгхар (дзонґ-ке བསམ་གྲུབ་ལྗོངས་མཁར་) — місто в Бутані, адміністративний центр дзонгхагу Самдруп-Джонгхар. Місто розташоване в південно-східній частині Бутану на кордоні з індійським штатом Асам.
Населення міста — 5952 осіб (за даними перепису 2005 року). За оцінками в 2012 році населення становило 6709 осіб.